# Saint-Orens-de-Gameville
Saint-Orens-de-Gameville is een gemeente in het Franse departement Haute-Garonne (regio Occitanie). De plaats maakt deel uit van het arrondissement Toulouse. Saint-Orens-de-Gameville telde op 1 januari 2022 14.229 inwoners.

## Geografie
De oppervlakte van Saint-Orens-de-Gameville bedroeg op 1 januari 2022 13,06 vierkante kilometer; de bevolkingsdichtheid was toen 1.089,5 inwoners per km².

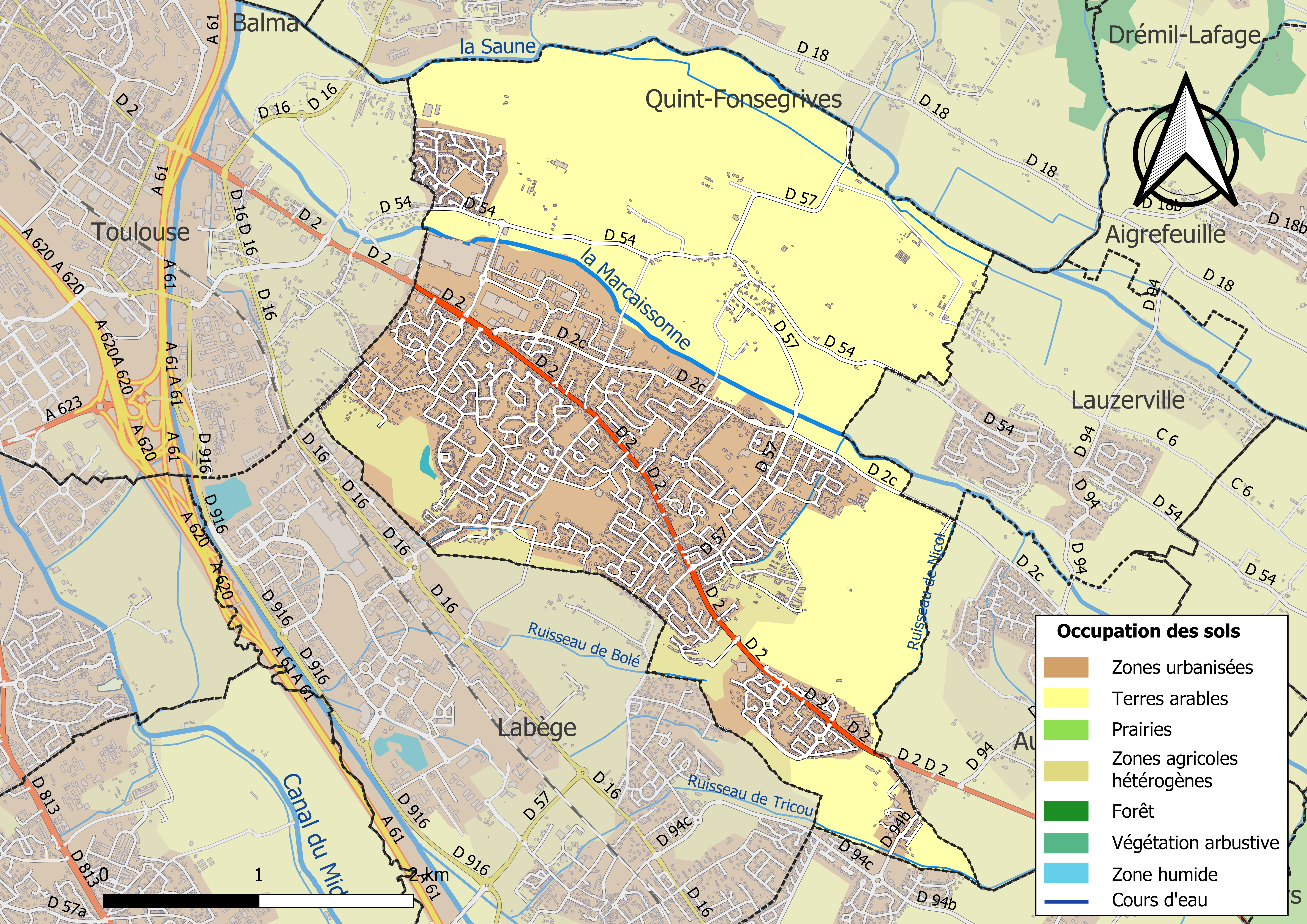
Kaart van de gemeente met belangrijkste infrastructuur, bodemgebruik en omliggende gemeenten

## Demografie
De figuur toont het verloop van het inwonertal (bron: INSEE-tellingen).